# Leucisca rubifera
Leucisca rubifera is een krabbensoort uit de familie van de Leucosiidae. De wetenschappelijke naam van de soort is voor het eerst geldig gepubliceerd in 1887 door Müller.